# Berberis prattii

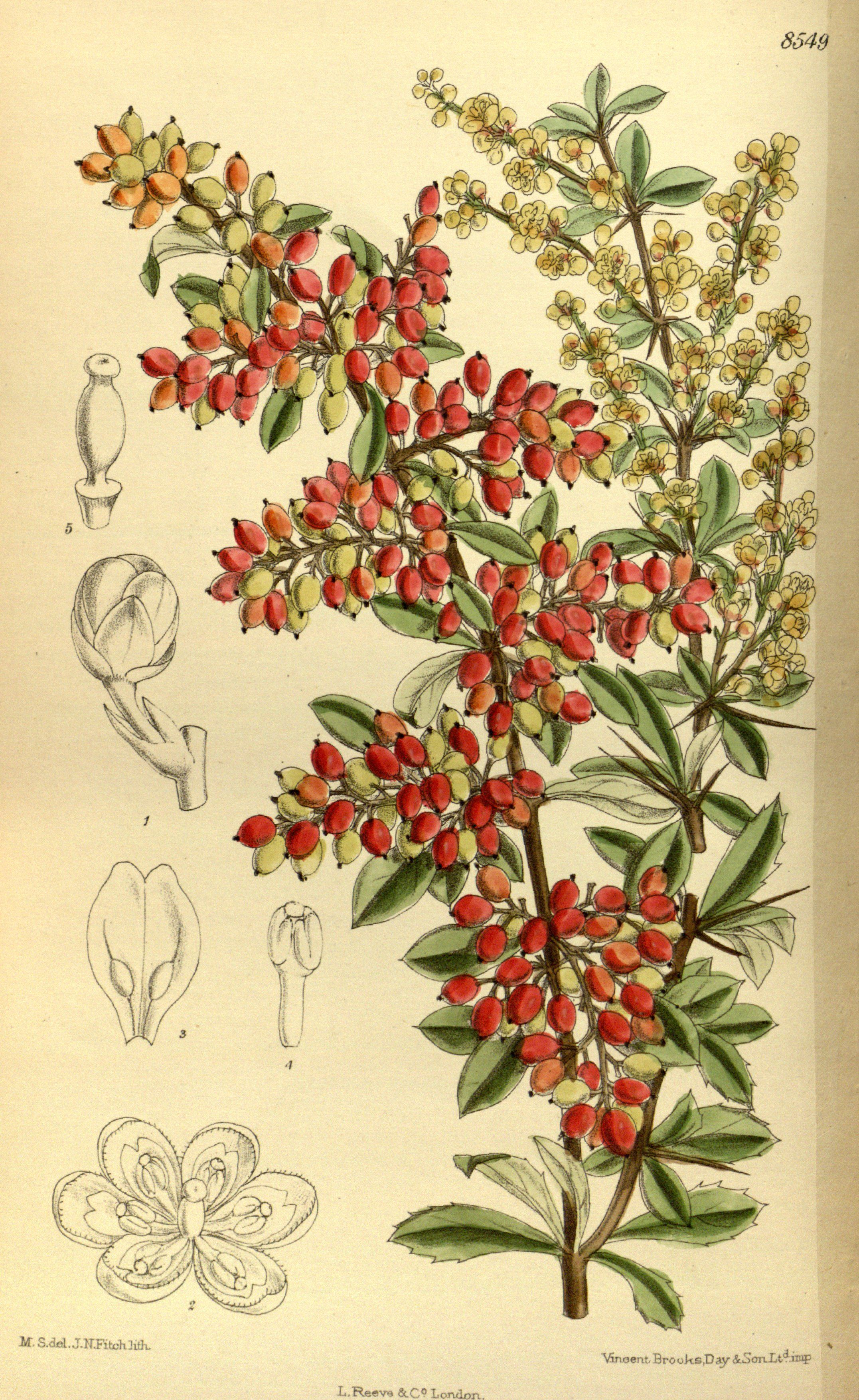
Illustration

Berberis prattii ist eine Pflanzenart aus der Familie der Berberitzengewächse (Berberidaceae).

## Beschreibung
Berberis prattii ist ein 2–3 Meter hoher, sommergrüner (laubabwerfender) Strauch mit in dichten Büscheln stehenden, stachelspitzigen, verkehrt-eiförmigen, bis 3,5 Zentimeter langen Laubblättern, die oberseits glänzend mittelgrün und unterseits grau sind. Die Blätter sind ganzrandig bis stachelig. Die Dornen sind ein- bis dreiteilig. Im Sommer erscheinen aufrechte, bis 20 Zentimeter lange Rispen mit einigen gelben Blüten. Die 6–7 Millimeter großen Beeren sind eiförmig, leuchtend rosa und lange an der Pflanze verbleibend.

## Vorkommen
Berberis prattii ist im Westen Chinas in der Provinz Sichuan beheimatet und kommt auch in Tibet vor. Sie gedeiht in Höhenlagen von 2100 bis 3400 Metern Meereshöhe.

## Nutzung
Diese Art wird als Zierstrauch in Gärten und Parks verwendet.